# Wat Pho
Wat Pho, también transcripto como Wat Po (en tailandés, วัดโพธิ์), conocido como el Templo del Buda Reclinado, es un templo budista (wat) en el distrito Phra Nakhon, Bangkok, Tailandia. Ubicado entre las calles Thai Wang, Sanam Chai, Setthakan y Maharat, en un área de 80.937 metros cuadrados al sur del Gran Palacio de Bangkok, su nombre oficial es Wat Phra Chetuphon Vimolmangklararm Rajwaramahaviharn (en tailandés, วัดพระเชตุพนวิมลมังคลารามราชวรมหาวิหาร) y su actual denominación deriva de su antiguo nombre Wat Phodharam.

## Historia

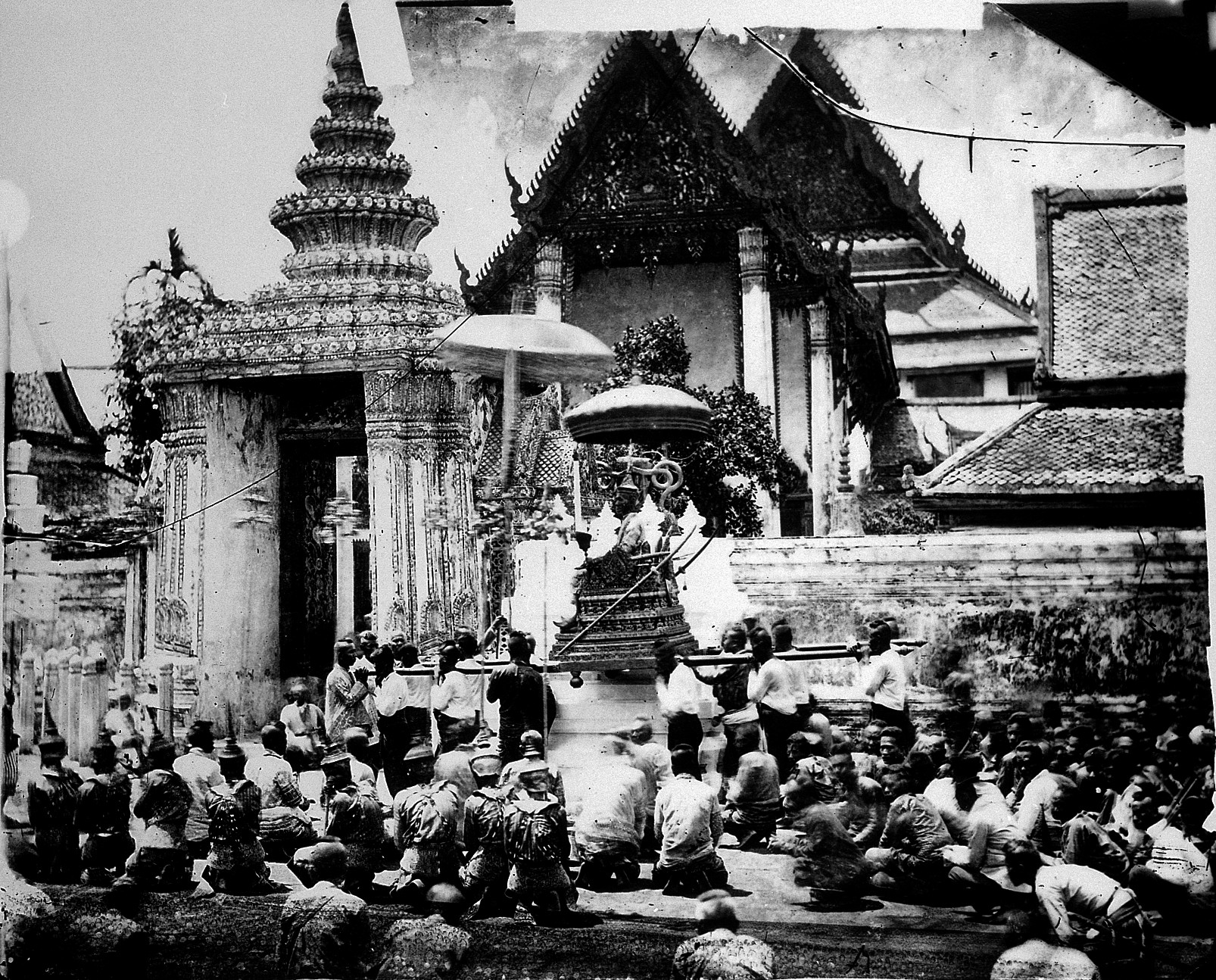
Rama IV visita el templo.

Erigido en el siglo XVII, mucho antes de que se estableciera la capital de Tailandia en Bangkok, el rey Rama I ordenó la ampliación del templo Wat Podharam en 1788, para lo cual hizo llevar estatuas y otros objetos recuperados de la antigua capital de Siam, Ayutthaya. La remodelación duró siete años y cinco meses, y en 1801 fue reinaugurado por el propio monarca bajo el nombre Wat Phra Chetuphon Vimolmangklavas.
Durante el reinado de Rama III se hizo una gran remodelación que se prolongó por 16 años y siete meses, en la que se construyó la imagen del Buda reclinado. Posteriormente, Rama IV cambió nuevamente el nombre del templo a Wat Phra Chetuphon Vimolmangklararm Rajwaramahaviharn. Una última remodelación menor se realizó en 1982, para las celebraciones del bicentenario de la ciudad.

## El Buda reclinado
Recubierta en pan de oro, con 46 metros de largo y 15 de alto, la imagen del Buda Reclinado de Wat Pho es la más grande de Tailandia, uno de los motivos que llevó al templo a ser uno de los más visitados por el turismo. La estatua está construida en ladrillo y estuco, laqueada y bañada en oro.
Los pies del Buda tienen 5 metros de largo y 3 de ancho, y está decorado con 108 símbolos, además de las 108 vasijas de bronce que hay en la sala para dejar limosnas, que son utilizadas por los monjes para mantener el templo.

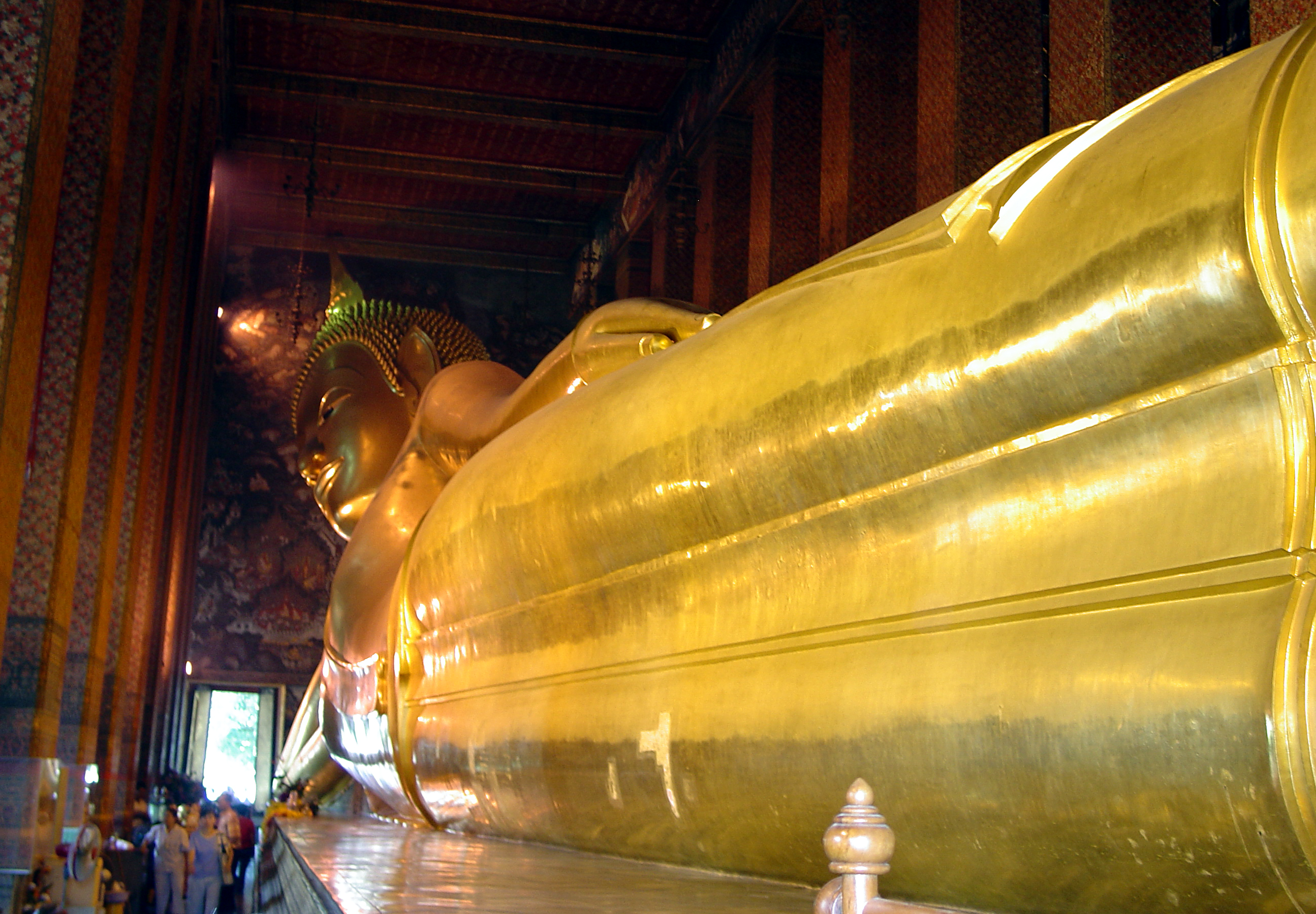
Buda reclinado.
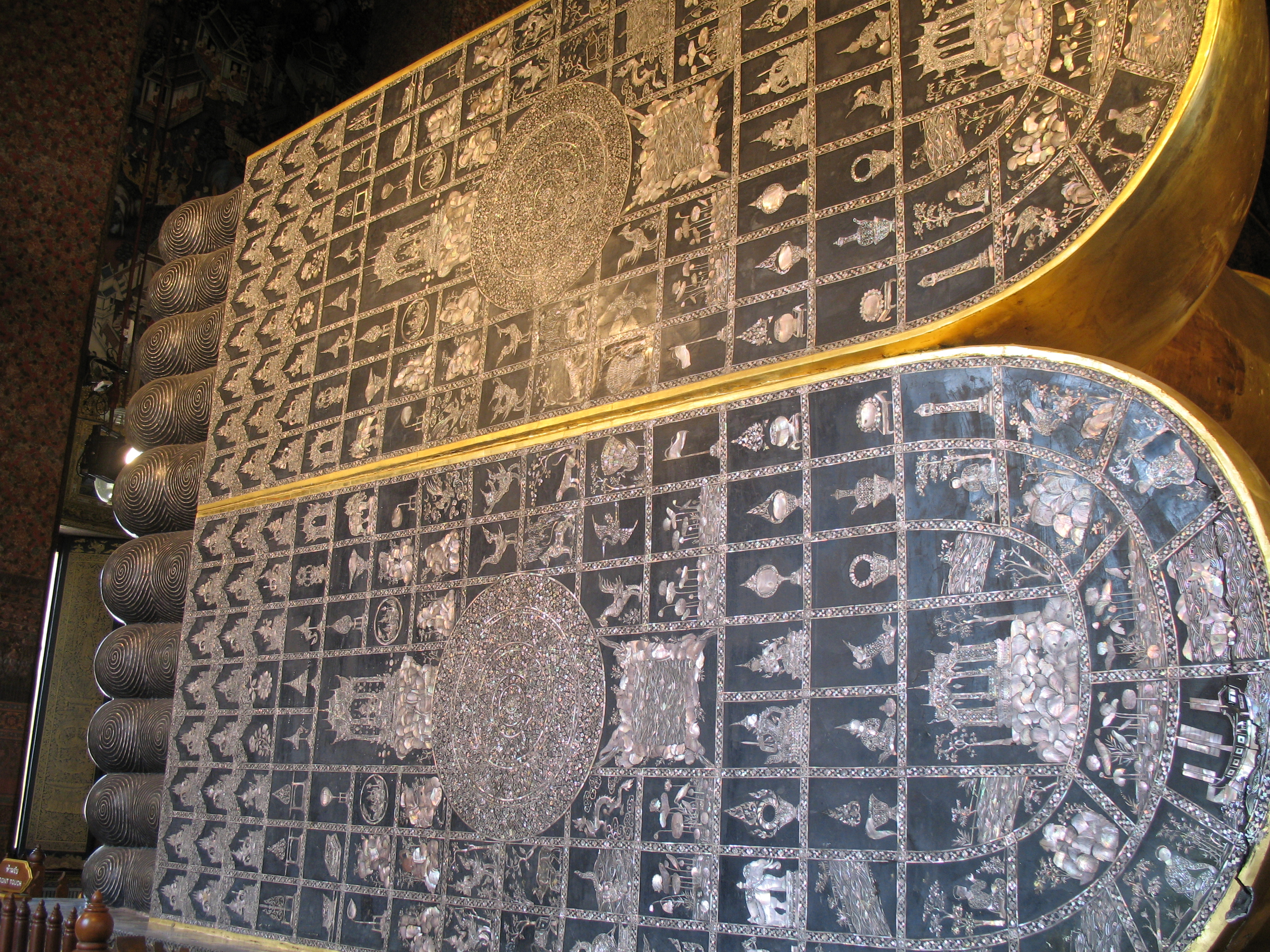
Detalle de la planta de los pies.
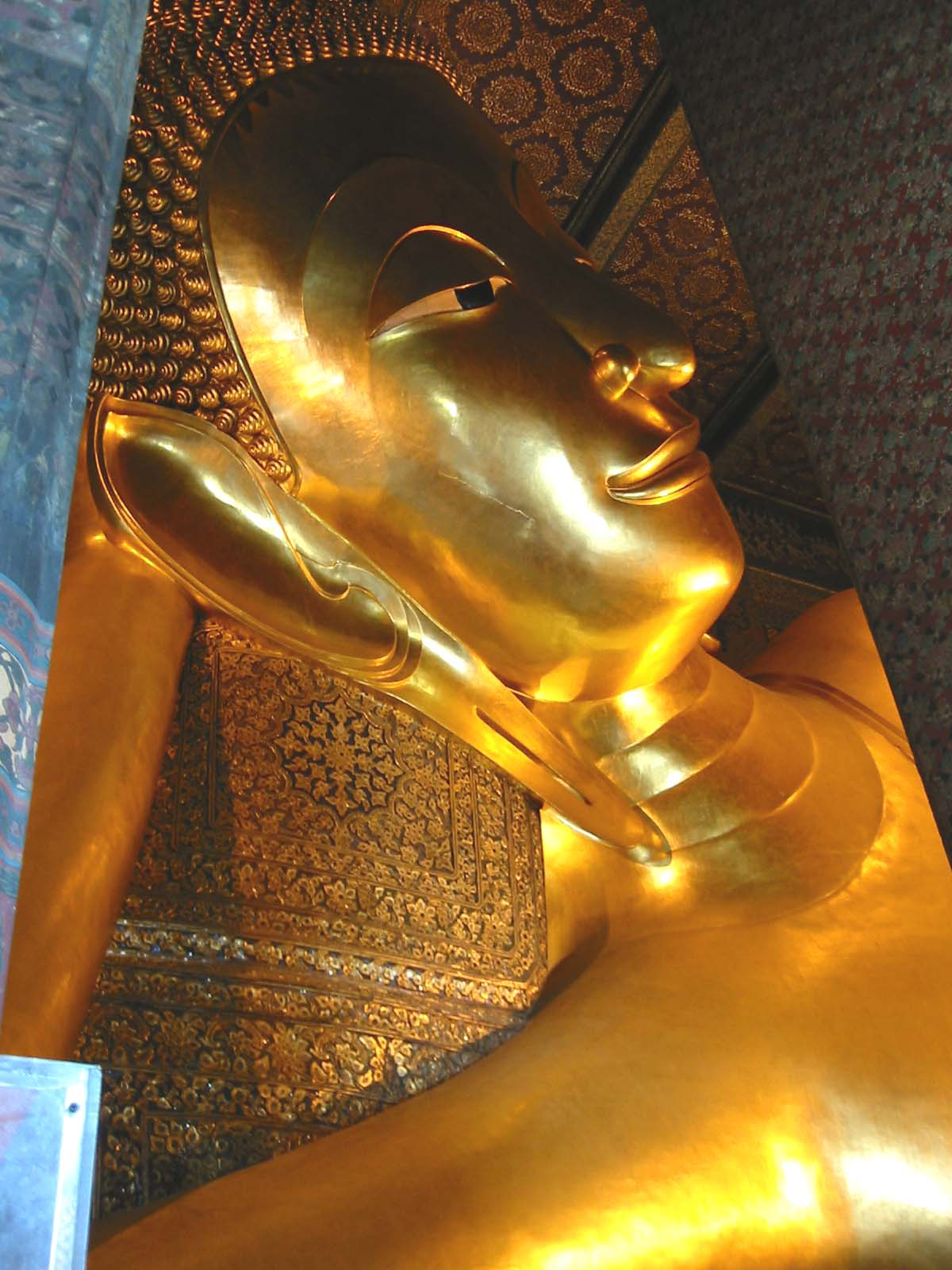
Detalle del rostro.
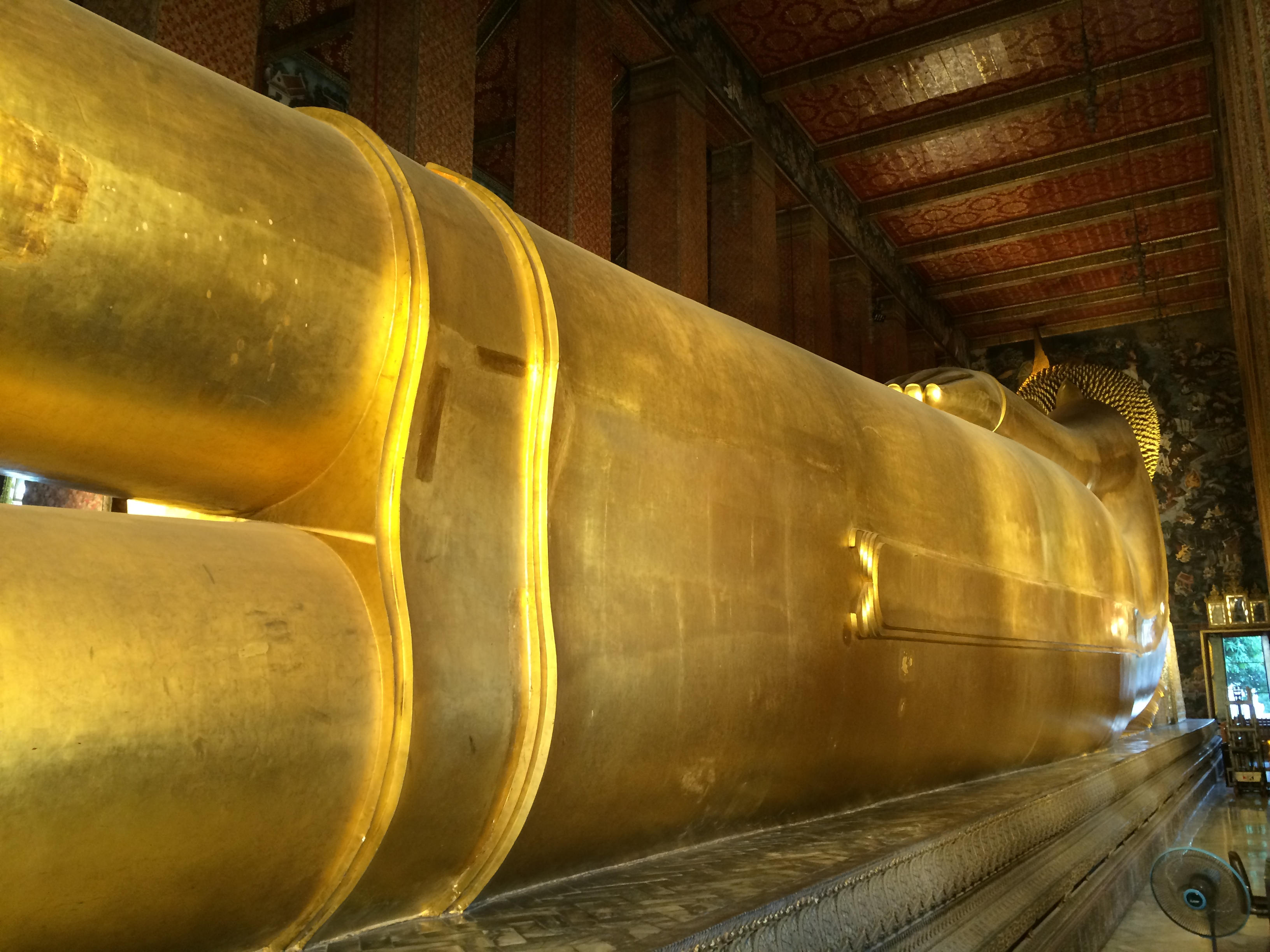
Vista posterior.
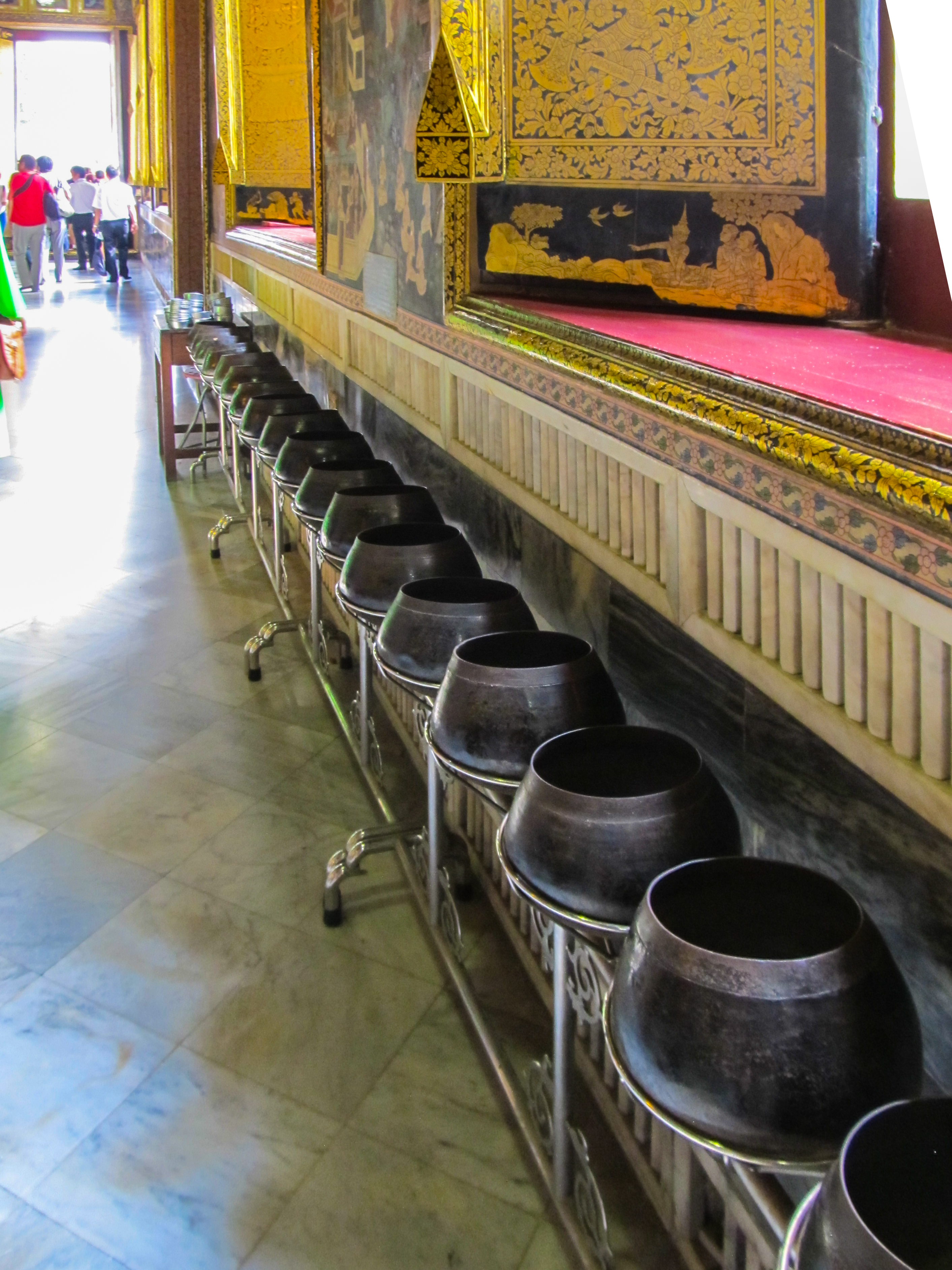
Cuencos para limosnas.

## Arquitectura

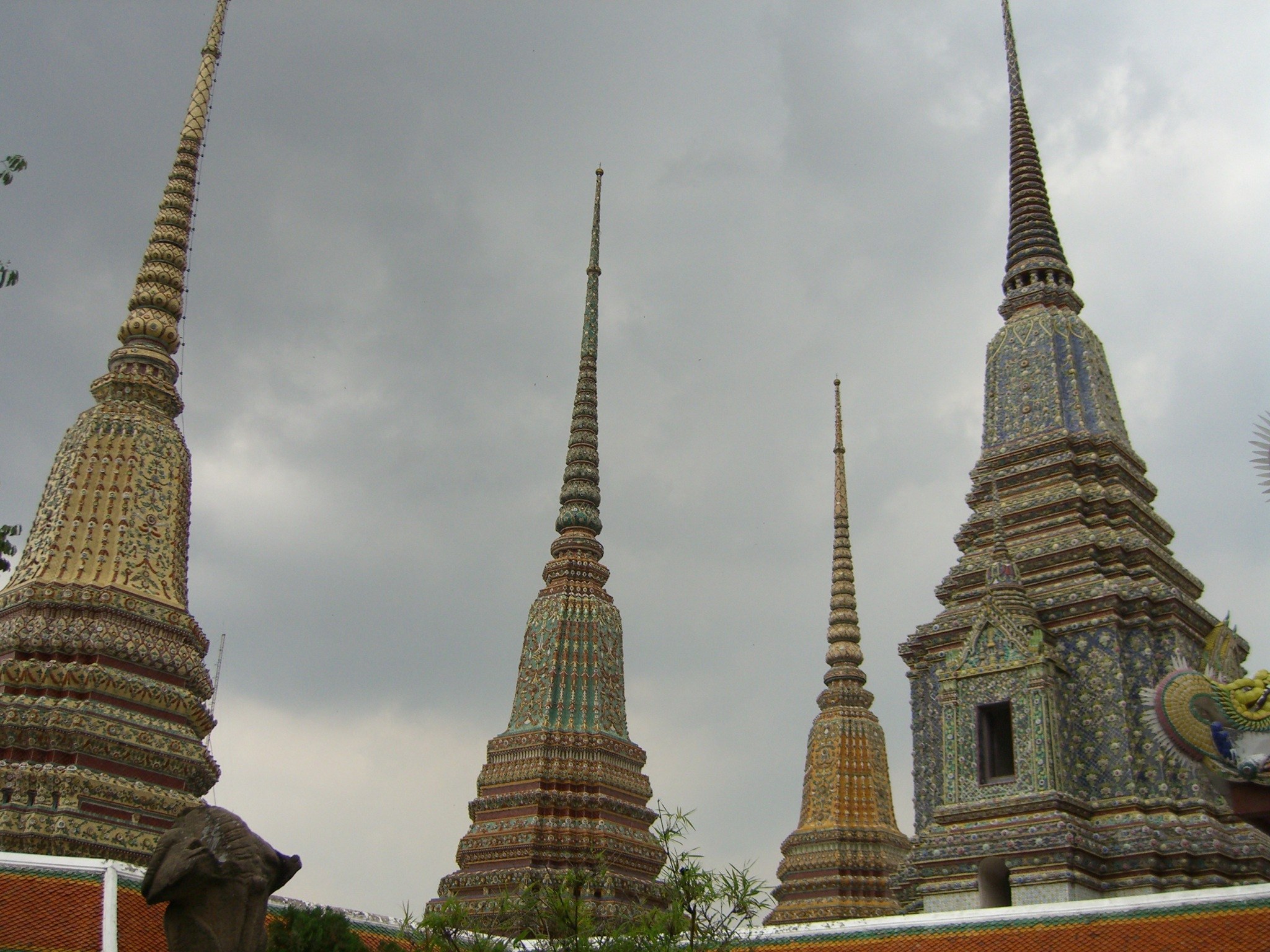
Phra Maha Chedi Si Rajakarn.

Wat Pho tiene más de noventa estupas (chedi, เจดีย์). Consta de dos secciones principales, la sagrada (Buddhavas) y la residencial (Sangghavas), donde viven los monjes.
En el salón Phra Vihara se encuentra la imagen del Buda reclinado. Estatuas chinas de granito "custodian" el acceso a Phra Maha Chedi Si Rajakarn, las cuatro estupas reales de 42 metros de alto. Phra Ubusot es la gran sala de ceremonias de ritual monásticos, construida durante el reinado de Rama I y reformada por Rama III, junto a dos galerías con 394 esculturas de Buda, así como Phra Buddha Theva Patimakorn, la segunda imagen de Buda más grande de Wat Pho, representado sentado sobre un pedestal.

## Creencia
Wat Pho significa Árbol de Bodhi, la higuera bajo la cual Siddhartha Gautama alcanzó la iluminación espiritual, por lo que los fieles tailandeses consideran que se puede tener una vida feliz si se honra al Buda reclinado con una guirnalda de flores, nueve varillas de incienso, dos velas y once hojas de oro.

## Escuela de medicina tradicional
En el interior de Wat Pho funciona desde 1955 la Escuela de Medicina Traidicional Tailandesa y Escuela de Masajes, la primera escuela de medicina tailandesa aprobada por el Ministerio de Educación. Consta de una escuela de farmacia, cursos de prácticas médicas, enfermería de atención de parto y escuela de masajes.
Wat Pho es considerado uno de los lugares más importantes de estudio de la medicina tradicional tailandesa, así como la primera universidad del país.

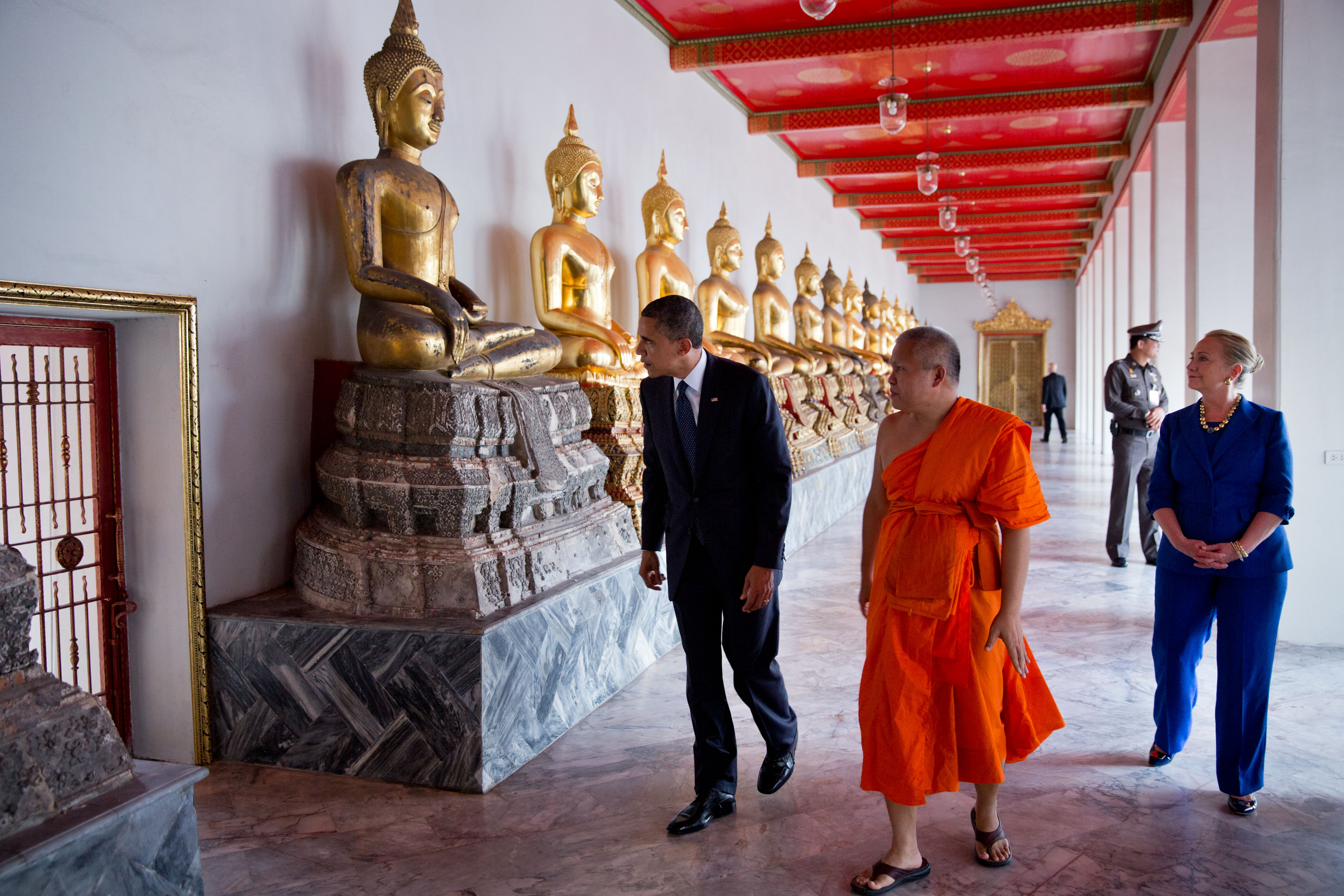
Barack Obama y Hillary Clinton en Wat Pho.
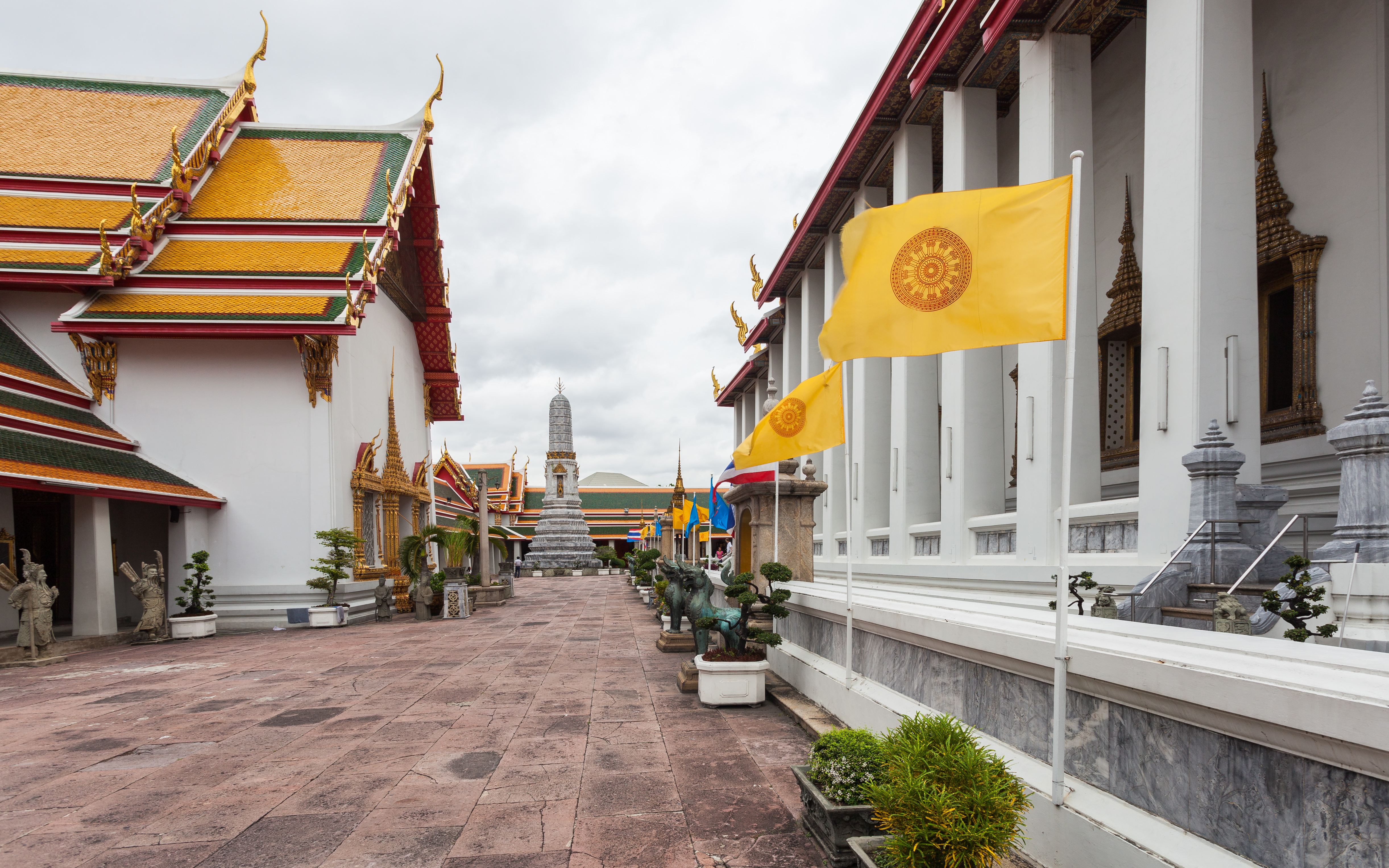
Phra Ubosot.
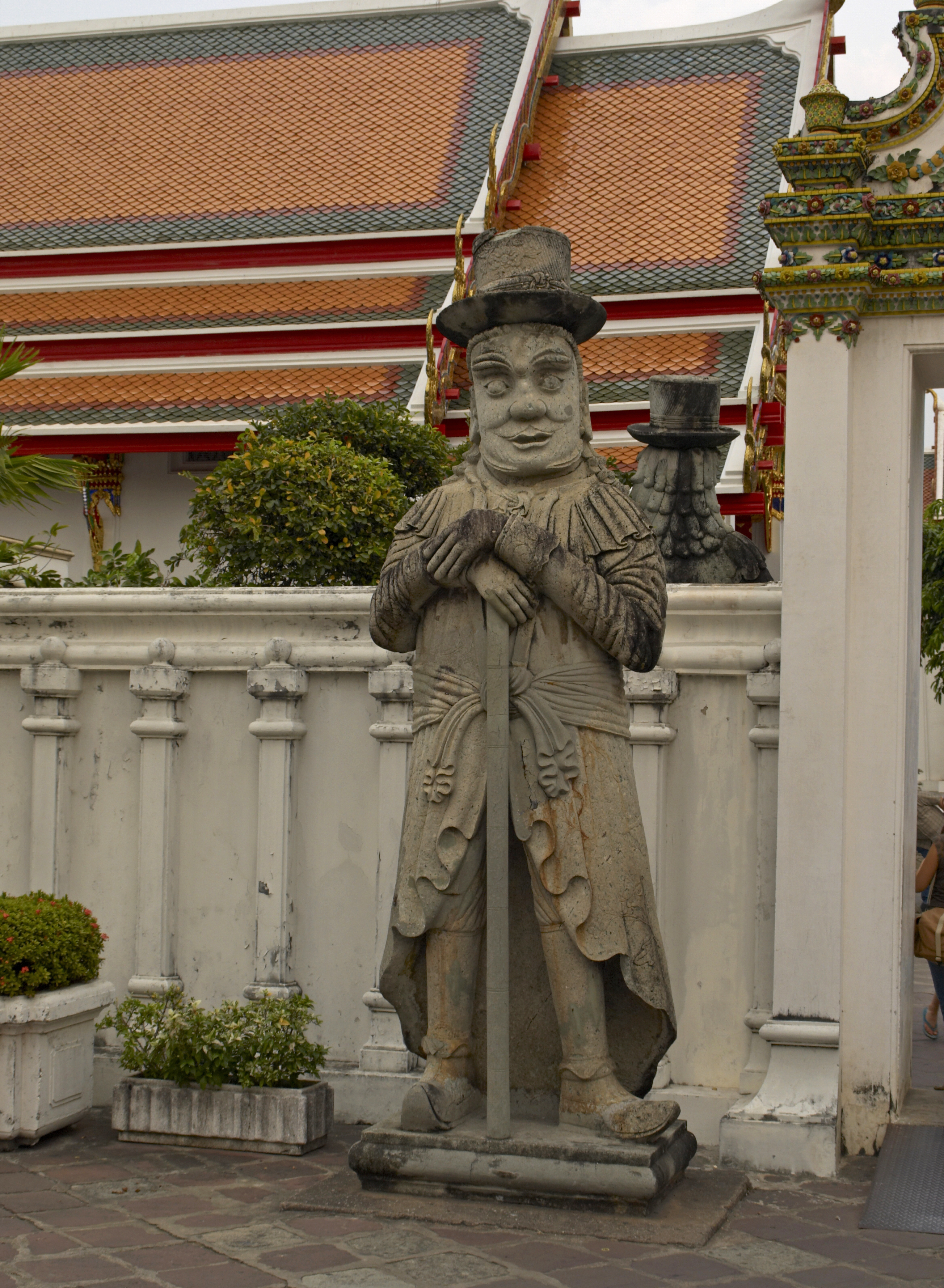
Una de las estatuas de guardianes chinos.
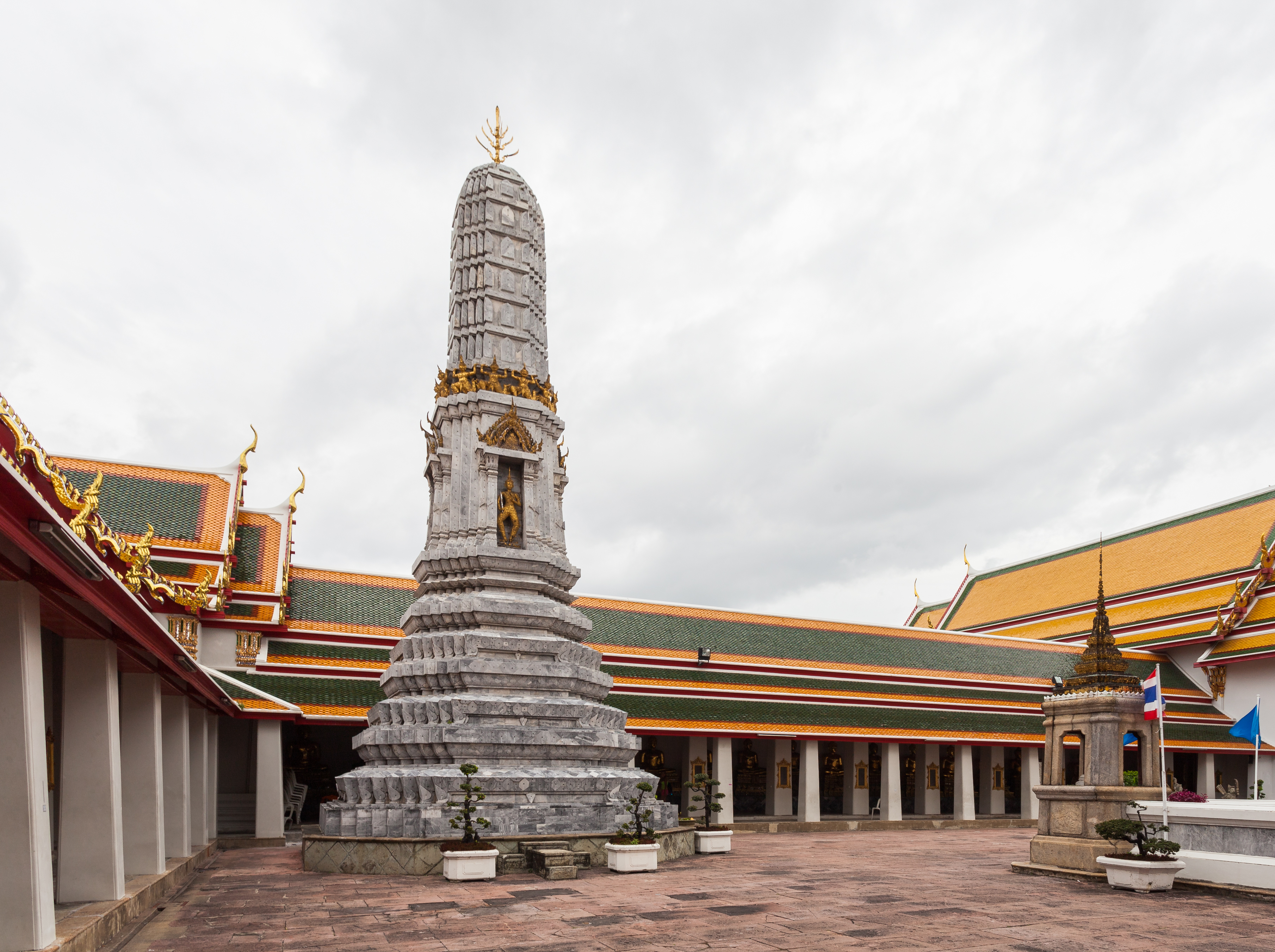
Prang de estilo khmer en Wat Pho.
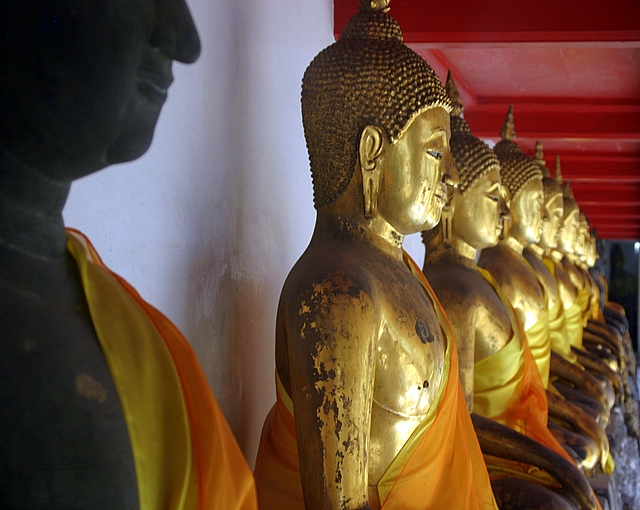
Galería de imágenes de Buda.

## Registro en el Programa Memoria del Mundo de la Unesco
La Unesco registró en 2011 una serie de inscripciones epigráficas que se encuentran en el templo como parte del Programa Memoria del Mundo. Los Archivos Epigráficos de Wat Pho son una colección de 1.431 inscripciones en piedra realizadas entre 1831 y 1841 que representan distintos aspectos del conocimiento tailandés y sus raíces. El evento de diez días que celebró la iniciativa se realizó a fines de 2011 como parte de los festejos por los cumpleaños del rey Rama IX y la reina Sirikit.